# Língua betawi
A língua betawi, também conhecido como malaio de Jacarta ou malaio de Batávia, é a linguagem falada pelo povo betawi em Jacarta, Indonésia. É a língua nativa de cerca de cinco milhões de pessoas.

## Características
O betawi é uma língua crioula baseado no malaio, e intimamente relacionada com a língua malaia. A língua betawi tem grandes quantidades de estrangeirismos derivados do hokkien (um dialeto chinês), árabe, português e nerrlandês. Ele substituiu o crioulo baseado no português antes falado em Batávia, o Mardijker.
O betawi possui grandes quantidades de palavras da língua hokkien (dialetos do chinês, do árabe, do português do neerlandês. Substituiu o antigo crioulo de Batávia, baseado no português, Mardica,. O pronome de primeira pessoa  gue  (eu ou mim) e pronome de segunda pessoa lu  (você) e numerais como  cepek  (cem),  gopek  (quinhentos), e  seceng  (mil) são doe Hokkien, enquanto as palavras  ente  (você) e  ane  (eu) são derivadas do árabe. Um um crioulo malaio falado em Ilhas Cocos (Keeling), Austrália e Sabá, Malásia é derivado de uma forma anterior do betawi.
Hoje o betawi malaio é uma língua informal popular na Indonésia usada como base de gírias indonésias e comumente falada em telenovelas de Jacarta. O nome "Betawi" deriva de Batávia, o nome oficial de Jacarta durante a era das Índias Orientais Neerlandesas.

## Origens
Betawi desenvolveu-se como um crioulo baseado no malaio cujos falantes eram descendentes de homens Peranakan chineses e mulheres de Bali e de Jacarta (Batávia). Esses descendentes se converteram ao islamismo e falaram um pidgin que depois foi crioulizado e depois "descreolizado" incorporando muitos elementos do javanês e do sundanês ( conf. Uri Tadmor 2013).

## Dialetos
O Betawi Malaio sedivide em dois dialetos:
- Betawi Kota :  Originalmente falado em Jacarta, apresenta o típico e forte (ada se torna ade).
- Betawi Udik:  Originalmente falado nos subúrbios de Jacarta, em Tangerang, Banten, Depok, Bogor e Bekasi em Java Ocidental. Apresenta um a forte like (ada, pronunciado adah).

O final de cada palavra que termina com um "a" é pronunciado "e" como em "net" na língua betawi. O "e" é pronunciado diferente do "e" falado pelos malaios em geral.
Outra variante Betawi Udik é chamada de "Betawi Ora", que foi muito influenciada pelo javanês.
Betawi ainda é falado pela geração mais velha em alguns locais nos arredores de Jacarta, como Kampung Melayu, Pasar Rebo, Pondok Gede, Ulujami e Jagakarsa..
Existe uma importante comunidade chinesa que vive em torno de Tangerang, chamada Cina (china) Benteng, que parou de falar ochinês e agora fala malaio betawia.

## Escrita
Assim como a língua malaia, o Betawi usa o alfabeto latino sem as letras Q, V, X, Z. Usa as formas adicionais ? Ñ, Ng.

## Amostra de textos

### Inglês
All human beings are born free and equal in dignity and rights. They are endowed with reason and conscience and should act towards one another in a spirit of brotherhood.

### Português
Todos os seres humanos nascem livres e iguais em dignidade e direitos. Eles são dotados de razão e consciência e devem agir em relação uns aos outros com espírito de fraternidade. 

### Indonésia
Semua orang dilahirkan merdeka dan mempunyai martabat dan hak-hak yang sama. Mereka dikaruniai akal dan hati nurani dan hendaknya bergaul sesama lain dalam semangat persaudaraan.

### Betawi
Semue orang ntu dilahirin bebas ame punye martabat dan hak-hak yang same. Mereka ntu dikasih akal ame ati nurani dan kudu bergaul satu ame lainnye dalem semangat persaudaraan.
Outros exemplos :
- aye (kota), sayah (udik), gue (informal) : Eu
- lu (informal or intimate) : Tou
- iye (forte e, não xivá (schwa) como em malaio), iyah : Sim
- kagak, ora (variante udik com influência javanesa) : Não
- Encing mo pegi ke mane? : Onde você vai, uncle?
- Dagangan aye udeh bures, dah : Minhas coisas foram vendidas.

## Situação atual
Hoje malaio betawi é uma língua popular informal na Indonésia e usado como a base de gíria indonésia e falada em Jacarta e novelas de televisão. O nome betawi é derivo de Batávia, o nome oficial de Jacarta durante a era das Índias Orientais Neerlandesas.